# Benito Nardone
Benito Nardone (Montevideo,  22. studenog 1906. – Montevideo, 25. ožujka 1964.) bio je urugvajski novinar i političar talijanskog podrijetla. Obnašao je dužnost 62. Predsjednika Urugvaja, od 1. ožujka 1960. do 1. ožujka 1961. godine.
Rođen je u 1906. godine u Montevideu kao sin talijanskih useljenika. 
Dugi niz godina bio je vrlo omiljeni voditelj na gradskoj radijskoj postaji CX 4 Radio Rural. Tamo je u svojim javljanjima pričao o kulturnim i športskim događanjima, te o političkom stanju u Urugvaju. Zalagao se za veća prava poljoprivrednika, veću društvenu jednakost te smanjenje plaća političara.
U tim stavovima ga je podupirao Domingo Bordaberry, s kojim je veći dio života bio vrlo blizak, ali nije ga uspio uvjeriti u mogućnost zajedništva tradicionalnih stranka Colorado i Narodne stanke.
Više puta je iz osobnih razloga išao u posjete rodbine u Italiji, ali je tijekom predsjedničkog manadata nekoliko puta i političkim poslom otišao u Italiju.